# Bianka Kastylijska (1319–1375)
Bianka Kastylijska, hiszp. Blanca de Castilla (ur. sierpień 1319 w Alcocer, zm. 1375 w Las Huelgas) – jedyny potomek infanta Piotra Kastylijskiego i infantki Marii Aragońskiej.
Wnuczka królów Sancha IV Odważnego i  Jakuba II Sprawiedliwego. Przeorysza Klasztoru Najświętszej Maryi Panny Las Huelgas.